# جیک جیلنهال
جیکوب بنجامین جیلنهال (انگلیسی: Jacob Benjamin Gyllenhaal؛ زادهٔ ۱۹ دسامبر ۱۹۸۰) بازیگر آمریکایی است. او فرزند کارگردان استیون جیلنهال و فیلم‌نامه‌نویس نائومی فونر است و فعالیتش را از کودکی با فیلم‌های حقه‌بازان شهر (۱۹۹۱) و میراث مالکوم (۱۹۹۸) آغاز کرد. نقش برجستهٔ او مربوط به فیلم زندگی‌نامه‌ای آسمان اکتبر (۱۹۹۹) در نقش هومر هیکم و تریلر روان‌شناختی دانی دارکو (۲۰۰۱) در نقش نوجوانی از لحاظ روان‌شناسی مشکل‌دار بود.
پس از بازی در فیلم علمی تخیلی پرفروش پس‌فردا (۲۰۰۴)، جیلنهال برای بازی در نقش مردی همجنس‌گرا در درام عاشقانهٔ کوهستان بروکبک (۲۰۰۵) مورد تحسین منتقدان قرار گرفت و نامزد دریافت جایزهٔ اسکار بهترین بازیگر نقش مکمل مرد شد. مسیر شغلی او با بازی در نقش اصلی تریلر زودیاک (۲۰۰۷)، کمدی رمانتیک عشق و دیگر داروها (۲۰۱۰)، درام تحسین شده «برادران» ساخته جیم شرایدن و فیلم علمی تخیلی کد منبع (۲۰۱۱) پیشرفت کرد. نقش‌آفرینی او در تریلرهای زندانیان (۲۰۱۳) و دشمن (۲۰۱۳) با تحسین منتقدان همراه بود و برای بازی در نقش روزنامه‌نگاری فریب‌کار در شبگرد (۲۰۱۴) و نویسنده‌ای با وضعیت نابسامان در حیوانات شب‌زی (۲۰۱۶) نامزد دریافت جایزهٔ بفتا شد.
فیلم ابرقهرمانی مرد عنکبوتی: دور از خانه (۲۰۱۹) پرفروش‌ترین فیلم اوست که در آن نقش میستریو را بازی کرد. پس از بازی در نقش مکمل درام حیات وحش (۲۰۱۸)، جیلنهال نقش اصلی پروژه‌های اکشن و مهیج از قبیل گناهکار (۲۰۲۱)، آمبولانس (۲۰۲۲) و کافه بین‌راهی و نیز مجموعهٔ بی‌گناه فرضی (۲۰۲۴) را بر عهده گرفت.

## آغاز زندگی
جیکوب بنجامین جیلنهال در ۱۹ دسامبر ۱۹۸۰ در لس آنجلس، کالیفرنیا به دنیا آمد. پدرش استیون جیلنهال کارگردان و مادرش نائومی فونر فیلم‌نامه‌نویس است. او یک خواهر بازیگر به نام مگی جیلنهال دارد که با او در فیلم دانی دارکو هم‌بازی شد. پدرش تبار سوئدی و انگلیسی دارد و از نوادگان خانوادهٔ اشراف‌زادهٔ جیلنهال است. مادر جیلنهال یک یهودی است که از خانوادهٔ اشکنازی اهل روسیه و لهستان در نیویورک سیتی به دنیا آمد. جیلنهال عنوان کرده که خودش را یک یهودی می‌داند. جیلنهال در سیزدهمین سالگرد تولدش، آیینی مانند بر میتصوا انجام داد و داوطلبانه در پناهگاه افراد بی‌خانمان مشغول به کار شد زیرا والدینش می‌خواستند به‌خاطر سبک زندگی ممتازش به او حس قدردانی بدهند.
جیلنهال در کودکی به‌علت ارتباط خانواده‌اش با فیلم‌سازی، همواره با این صنعت روبه‌رو می‌شد. او نخستین بازیگری خود را در نقش پسر بیلی کریستال در فیلم کمدی حقه‌بازان شهر (۱۹۹۱) تجربه کرد. والدینش به او اجازهٔ حضور در اردک‌های قدرتمند (۱۹۹۲) را ندادند، زیرا برای این کار نیاز بود دو ماه خانه را ترک کند. در سال‌های بعد، پدر و مادرش به او اجازه دادند تا برای نقش‌ها آزمون بازیگری دهد، اما همواره او را در صورت انتخاب شدندش از گرفتن نقش‌ها منع می‌کردند. او چند باری اجازهٔ حضور در فیلم‌های پدرش را پیدا کرد. جیلنهال در سال ۱۹۹۳ در زن خطرناک (به همراه خواهرش مگی)، در «Bop Gun» (قسمتی از فیلم ۱۹۹۴ قتل: زندگی در خیابان) و در ۱۹۹۸ در کمدی میراث مالکوم ظاهر شد. جیک و مگی به همراه مادرشان در دو قسمت از یک برنامه آشپزی ایتالیایی در شبکهٔ فود نت‌ورک ظاهر شدند. پیش از سال آخر دبیرستان، تنها فیلم دیگری که به‌دست پدرش کارگردانی نشد و جیلنهال اجازه بازی در آن را داشت، فیلم جاش و اس.ای. ام در سال ۱۹۹۳ بود. این فیلم یک ماجراجویی کودکانهٔ کمتر شناخته‌شده بود.
پدر و مادرش اصرار داشتند که او برای تأمین مخارج زندگی خود شغل تابستانی داشته باشد؛ بنابراین او به‌عنوان نجات غریق و پیش‌خدمت در رستورانی که به‌دست یکی از دوستان خانوادگی اداره می‌شد، مشغول به کار شد. جیلنهال در سال ۱۹۹۸ از مدرسه هاروارد-وستلیک در لس آنجلس فارغ‌التحصیل شد و سپس برای مطالعهٔ ادیان شرقی و فلسفه به دانشگاه کلمبیا رفت. خواهرش در این دانشگاه سال آخری بود و مادرش از آنجا فارغ‌التحصیل شده بود. در کلمبیا، او ساکن جان جی هال بود. جیلنهال پس از دو سال تحصیل را رها کرد تا روی بازیگری تمرکز کند، اما قصد در نهایت قصد داشت مدرک خود را به پایان برساند. نخستین نقش اصلی جیلنهال در آسمان اکتبر بود، اقتباس سال ۱۹۹۹ جو جانستون از زندگی‌نامه هومر هیکام. جیلنهال در آن مرد جوانی از ویرجینیای غربی را به تصویر کشید که در تلاش برای برنده شدن بورس تحصیلی بود. این فیلم با استقبال مثبت روبرو شد و ۳۲ میلیون دلار به دست آورد. این فیلم در اخبار و بررسی ساکرامنتو «اجرای برجستهٔ» جیلنهال توصیف شد.

## شغل

### از دانی دارکو تا صحنه نمایش لندن

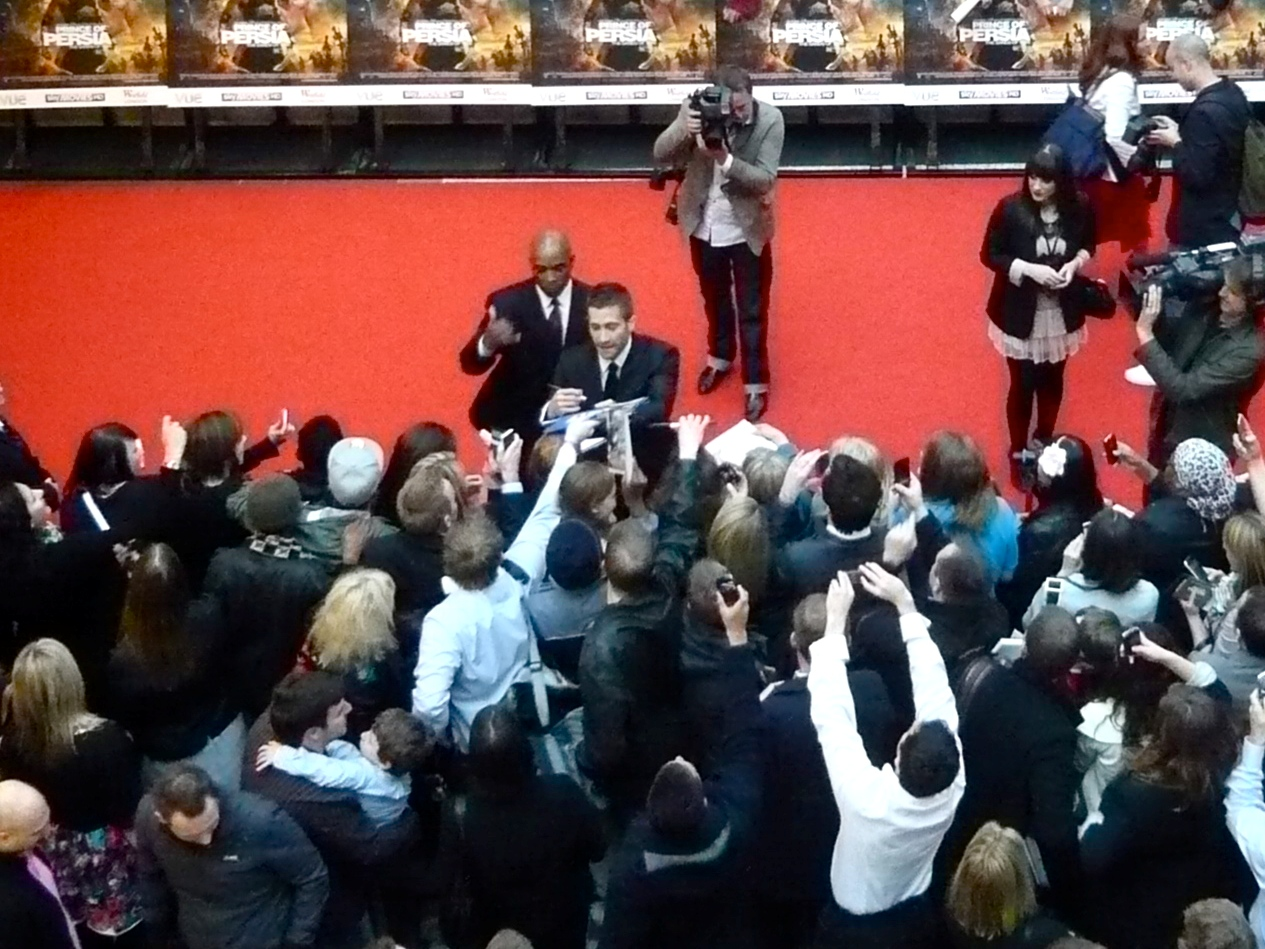
جیلنهال در جشنوارهٔ "شاهزادهٔ پارسی"شن‌های زمان"

دانی دارکو دومین فیلم او فروش خوبی نداشت ولی از نظر منتقدان او به زیبایی بازی کرده بود. او سپس در فیلم بزرگراه ظاهر شد که نه فروشی داشت و نه نظر منتقدان را به خود جلب کرد. او موقعیت بهتری پیدا کرد وقتی در کنار جنیفر آنیستون در فیلم دختر خوب بازی کرد. همچنین در دوست داشتنی و فوق‌العاده ظاهر شد. البته او بعدها از این فیلم‌ها به عنوان گذر از نوجوانی به جوانی یاد کرد. در چند کار ضعیف دیگر به نام‌های مسیر مهتابی و پسر حبابی کار کرد.
چیزی نمانده بود در مرد عنکبوتی ۲ جای بازیگر اصلی فیلم توبی مگوایر که وضعیت جسمانی مناسبی نداشت، بازی کند. گرچه توبی بهبود یافت و جیلنهال در روز پس از فردا بازی کرد که فیلم پر فروشی از آب درآمد.
او برای اولین بار کار این جوانی توست را در تئاتر اجرا کرد. بنا به گفتهٔ خودش: «به هر بازیگری که نگاه می‌کنم، حداقل یک کار تئاتر دارند پس می‌دانستم باید اجرای تئاتر را تجربه می‌کردم.» اجرای او برای هشت هفته در لندن ادامه داشت و او چند جایزه در حوزهٔ تئاتر، برای اجرای زیبایش دریافت کرد.
۲۰۰۵ سالی پربار برای جیلنهال بود. او در فیلم‌های برهان، جارهد و کوهستان بروکبک که همگی نظر مثبت منتقدان را به خود جلب می‌کرد، بازی کرد. در برهان که در کنار آنتونی هاپکینز ایفای نقش می‌کرد، نقش یک فارغ‌التحصیل رشتهٔ ریاضیات را بازی می‌کرد که در صدد این بود که برهان جنجالی یک معمای ریاضی که خود حل کرده بود، منتشر کند که در این راستا دچار مشکلاتی می‌شود. در جارهد در نقش مردی عصبی که سال‌ها خدمت به عنوان تکاور آمریکایی در جنگ‌های اولیهٔ خلیج، او را فردی خشن ساخته بود. او همچنین برای بازی در پرفروش‌ترین فیلم تاریخ بتمن آغاز می‌کند معرفی می‌شود که در نهایت کریستین بیل برای این فیلم انتخاب می‌شود.
در فیلم کوهستان بروکبک در کنار هیت لجر بازی کرد که داستان دو همجنس‌گرا را نشان می‌دهد که در تابستان سال ۱۹۶۳ با همدیگر رابطه برقرار می‌کنند که این رابطه تا سال ۱۹۸۳ که مرگ شخصیت جیلنهال است، ادامه پیدا می‌کند. این فیلم در رسانه‌ها اغلب با عبارت فیلمی دربارهٔ گاوچران‌های همجنس‌گرا یاد می‌شود گرچه نظرهای مختلفی دربارهٔ گرایش جنسی بازیگران فیلم ارائه شد. این فیلم جایزهٔ شیر طلایی جشنوارهٔ فیلم ونیز را از آن خود ساخت و برندهٔ چهار جایزهٔ گولدن گلوب، چهار جایزهٔ اسکار و همچنین جایزه هنر انگلیس (بفتا) شد. جیلنهال نامزد جایزهٔ بهترین بازیگر نقش مکمل اسکار شد که در نهایت جرج کلونی به خاطر بازی در سیریانا این جایزه را از آن خود کرد. اگرچه او به خاطر همان نقش در بفتا جایزهٔ بهترین بازیگر مکمل را برنده شد. همچنین او و لجر برندهٔ ام تی وی بخاطر «بهترین بوسه» در سال ۲۰۰۶ شدند.
جیلنهال احساسات مختلفی را بخاطر شیوهٔ کارگردانی آنگ لی در کوهستان بروکبک تجربه کرد ولی در کل بیشتر او را تحسین می‌کرد تا سرزنش. او به این خاطر از لی شکایت داشت که وقتی فیلم‌برداری شروع می‌شد با بازیگران قطع رابطه می‌کرد، ولی جیلنهال حسن‌های لی را می‌ستود از جمله اینکه او همیشه بازیگرانش را تشویق می‌کرد و صبر و شکیبایی مثال زدنی داشت. وقتی که دربارهٔ صحنه‌های بوسیدن لجر «کوهستان بروکبک» از او سؤال می‌کنند، می‌گوید: به عنوان یک بازیگر باید زمان‌هایی که عدم احساس آرامش می‌کنیم را بپذیریم. وقتی دربارهٔ صحنه‌های نزدیکی او با لجر می‌پرسند، می‌گوید این کار به بازی در صحنهٔ رابطهٔ جنسی با زنی می‌ماند که برایم جذابیتی ندارد. بعد از اکران کوهستان بروکبک شایعات دربارهٔ اینکه بازیگران گرایش خاصی داشتند، زیاد شد. وقتی از او دربارهٔ این شایعات سؤال شد پاسخ داد: «خیلی جالب است وقتی مردم مرا دوجنس‌گرا می‌دانند. این یعنی که می‌توانم نقش‌های بیشتری را بازی کنم. مردم هر چه دوست دارند می‌توانند صدایم کنند. البته من خیلی از نظر جنسی به مردها گرایش نداشتم ولی حتی اگر اتفاق هم بیفتد، نگران نیستم.»
جیلنهال گویندهٔ فیلم انیمیشن مردی که بین برج‌ها راه می‌رفت در سال ۲۰۰۵ بود. در سال ۲۰۰۷ در زودیاک به کارگردانی دیوید فینچر که براساس داستان واقعی یک معمای پلیسی که تا به امروز حل نشده، ایفای نقش کرد. در فیلم استرداد ساخته ۲۰۰۷ کنار ریس ویترسپون بازی کرد. در ۲۰۰۹ با توبی مگوایر در فیلم برادران هم بازی شد.
او در سال ۲۰۰۶ به انتخاب مجلهٔ پیپل، جزو ۵۰ نفر برتر زیبایی انتخاب شد. همچنین در این مجله به عنوان جذاب‌ترین و جنتلمن‌ترین مرد مجرد دنیا هم انتخاب شد. در مجلهٔ گای ویزرد در میان ۱۰۰ بازیگر مردی که نقش همجنس‌گراها را بازی کردند، او نفر اول شد.
او همچنین در ۲۰۱۰ در فیلم شاهزاده پارس: ماسه‌های زمان که محصول دیزنی بود، نقش اصلی را بازی کرد. جیلنهال در سال ۲۰۱۴ با بازی در فیلم شبگرد بیش از پیش مورد توجه منتقدان قرار گرفت.
بعد از آن جیلنهال در فیلم گناهکار (۲۰۲۱) در نقش اپراتور پلیس بازی کرد و عملکرد او مورد تحسین قرار گرفت. او در فیلم اکشن آمبولانس (۲۰۲۲) هم ایفای نقش داشت که به دلیل دنیاگیری کووید ۱۹ با تأخیر در ۸ آوریل ۲۰۲۲ منتشر شد.
فیلم بعدی او پیمان (۲۰۲۳) به کارگردانی گای ریچی بود که جیلنهال نقش گروهبان جان کینلی را ایفا کرد که در حین عملیات مجروح می‌شود و مترجم او، احمد برای نجات جانش تلاش می‌کند. این فیلم نمره ۷٫۵ IMDb را دارد.
کافه کنار جاده (۲۰۲۴) جدیدترین نقش آفرینی جیک جیلنهال در نقش مبارز سابق UFC است که در آن با کانر مک‌گرگور همبازی است و نقدهای متوسطی دریافت کرده است.
همچنین جیلنهال در مینی سریال بی‌گناه فرضی(۲۰۲۴) که توسط اپل تی‌وی پلاس در ۱۲ ژوئن ۲۰۲۴ منتشر شد، نقش راستی سابیچ یکی از اعضای دفتر دادستانی شیکاگو را بازی می‌کند که مظنون قتل یکی از همکارانش شده است.

## خانواده و روابط دیگر
جیلنهال فرزند یک کارگردان و نمایش‌نامه‌نویس است. خواهر او نیز بازیگر است و در حال حاضر با پیتر سارسگارد که در فیلم‌های جارهد و تسلیم کنار جیلنهال ظاهر شده، ازدواج کرده است. در دسامبر ۲۰۰۶ او و خواهرش که به یک رستوران در کالیفرنیا برای تعطیلات رفته بودند، گرفتار آتش‌سوزی شدند. خواهر زادهٔ او، رامونا سارسگارد، ۳ اکتبر ۲۰۰۶ به دنیا آمد. پدر خوانده و مادر خواندهٔ او دو زوج همجنس‌گرا هستند و جیلنهال بارها این را تأکید کرده است. خود جیلنهال پدرخواندهٔ ماتیلدا رز لجر متولد ۲۸ اکتبر ۲۰۰۵، دختر هیت لجر و میشل ویلیامز که هر دو همبازی‌اش در کوهستان بروکبک بوده‌اند، است.
جیلنهال از سال ۲۰۰۲ دو سال با کیرستن دانست نامزد بود. او سپس با ریس ویدرسپون نامزد کرد. البته مطبوعات از سال ۲۰۰۷ حدس می‌زدند که این دو با هم رابطهٔ عاشقانه دارند که ریس در مصاحبه‌ای در ۲۰۰۸ نامزدی‌اش را عنوان کرد. آن‌ها سال بعد از هم جدا شدند. او در اواخر ۲۰۱۰ تا اوایل ۲۰۱۱ با خواننده تیلور سوئیفت در رابطه بود. جیلنهال از سال ۲۰۱۸ با مدل فرانسوی ژان کادیو در رابطه است.

## سیاست و سایر علایق
جیلنهال یک فعال سیاسی نیز هست. او یک تبلیغ با خواهرش در سال ۲۰۰۴ تولید کرد که با هم به دانشگاه کالیفرنیا رفتند و دانشجویان را به رأی دادن تشویق کردند. او از نامزد دموکرات جان کری حمایت کرد. گرچه بعدها گفت: «اینکه بازیگرها دربارهٔ سیاست صحبت می‌کنند مرا ناراحت می‌کند. من سیاسی هستم و سعی می‌کنم نقش‌هایی انتخاب کنم که سیاسی باشند. من تلاش می‌کنم چیزهایی را بیان کنم که انجام می‌دهم، درست یا غلط، بازیگران جوان این قدرت را دارند.» در مصاحبه‌ای برای فیلم تسلیم عنوان کرد: «دوران بدیه وقتی سیاستمدارها بازیگرند و بازیگران سیاستمدار.» او از حافظان محیط زیست است و دوره‌ای زباله‌هایش را برای بازیافت می‌فرستد. همچنین در مصاحبه‌ای عنوان کرد که سالیانه ۴۰۰ دلار برای درختکاری هزینه می‌کند.

## جوایز و افتخارات
- برنده بفتای بهترین بازیگر نقش مکمل مرد برای فیلم کوهستان بروکبک در سال ۲۰۰۵